# USS Hardhead (SS-365)
Za druga plovila z istim imenom glejte USS Hardhead.
USS Hardhead (SS-365) je bila jurišna podmornica razreda balao v sestavi Vojne mornarice Združenih držav Amerike.
Med drugo svetovno vojno je opravila 7 bojnih patrulj.
26. julija 1972 so podmornico prodali Grčiji, ki jo je preimenovala v HS Papanikolis (S-114).